# Paul Chelimo
Paul Kipkemoi Chelimo (Iten, 27 ottobre 1990) è un mezzofondista statunitense, vicecampione olimpico dei 5000 metri piani a Rio de Janeiro 2016.

## Palmarès
| Anno | Manifestazione  | Sede           | Evento       | Risultato | Prestazione | Note                                     |
| ---- | --------------- | -------------- | ------------ | --------- | ----------- | ---------------------------------------- |
| 2013 | Universiadi     | Kazan'         | 1500 m piani | 6º        | 3'40"41     |                                          |
| 2013 | Universiadi     | Kazan'         | 5000 m piani | Argento   | 13'37"09    |                                          |
| 2016 | Mondiali indoor | Portland       | 3000 m piani | 7º        | 8'00"76     |                                          |
| 2016 | Giochi olimpici | Rio de Janeiro | 5000 m piani | Argento   | 13'03"90    | Record nazionale                         |
| 2017 | Mondiali        | Londra         | 5000 m piani | Bronzo    | 13'33"30    |                                          |
| 2018 | Mondiali indoor | Birmingham     | 3000 m piani | Batteria  | dq          |                                          |
| 2019 | Mondiali        | Doha           | 5000 m piani | 7º        | 13'04"60    | Miglior prestazione personale stagionale |
| 2021 | Giochi olimpici | Tokyo          | 5000 m piani | Bronzo    | 12'59"05    | Miglior prestazione personale stagionale |
| 2023 | Mondiali        | Budapest       | 5000 m piani | 15º       | 13'30"88    |                                          |

## Campionati nazionali
2016
- Argento ai campionati statunitensi indoor, 3000 m piani - 7'39"00

2017
- Oro ai campionati statunitensi, 5000 m piani - 13'08"62
- Oro ai campionati statunitensi indoor, 3000 m piani - 8'28"57

2018
- Oro ai campionati statunitensi, 5000 m piani - 13'29"47
- Oro ai campionati statunitensi indoor, 3000 m piani - 7'57"88
- Oro ai campionati statunitensi indoor, 1500 m piani - 3'42"81
- Oro ai campionati statunitensi di 5 km su strada - 13'45"

2019
- Argento ai campionati statunitensi, 5000 m piani - 13'25"80

2020
- Oro ai campionati statunitensi indoor, 3000 m piani - 8'00"14

2021
- 16º ai campionati statunitensi di 5 km su strada - 14'08"

2022
- 11º ai campionati statunitensi, 5000 m piani - 13'24"82

## Altre competizioni internazionali
2016
- Argento alla Weltklasse Zurich ( Zurigo), 5000 m piani - 13'16"51

2017
- Argento al Doha Diamond League ( Doha), 3000 m piani - 7'31"57

2018
- Oro in Coppa continentale ( Ostrava), 3000 m piani - 7'52"64
- Oro ai London Anniversary Games ( Londra), 5000 m piani - 13'14"01
- Argento allo Shanghai Golden Grand Prix ( Shanghai), 5000 m piani - 13'09"66
- Argento al Prefontaine Classic ( Eugene), 2 miglia - 8'20"91

2019
- Argento al Prefontaine Classic ( Eugene), 2 miglia - 8'07"59

2020
- Bronzo alla San Silvestre Vallecana ( Madrid) - 28'13"

2021
- Bronzo al Prefontaine Classic ( Eugene), 2 miglia - 8'09"83

2023
- 9º ai Bislett Games ( Oslo), 5000 m piani - 13'06"78